# Omikron Andromedae
ο Andromedae (Omikron Andromedae, kurz ο And) ist ein mit dem bloßen Auge gut erkennbarer veränderlicher Stern im Sternbild Andromeda. Es handelt sich um ein Mehrfachstern-System, das aus drei bis vier Komponenten besteht.

## Position, Helligkeit, Entfernung
ο And befindet sich an der westlichsten Grenze der Andromeda unweit der Grenze des Sternbilds Eidechse. Seine scheinbare Helligkeit schwankt zwischen 3,55m und 3,78m. Nach Parallaxen-Messungen der Raumsonde Gaia ist ο And circa 350 Lichtjahre von der Erde entfernt. Allerdings ist dieser Wert mit einer großen Messunsicherheit behaftet. Gemäß der von der Vorgängersonde Hipparcos ermittelten Parallaxe von (4,75 ± 0,53) Millibogensekunden wäre die Entfernung des Sterns etwa doppelt so groß, nämlich rund 690 Lichtjahre.

## Mehrfachsternsystem
ο And ist ein Mehrfachstern mit mindestens drei, vielleicht auch vier Komponenten. Im letzteren Fall könnte er aus zwei engen Doppelsternpaaren, die einander in größerer Entfernung umkreisen, bestehen. Zuerst konnte R. H. Wilson 1949 mit Hilfe eines 0,5-m-Teleskops die beiden weiter voneinander entfernten Komponenten A und B interferometrisch trennen und so die Doppelsternnatur von ο And feststellen. Laut Wilson waren die beiden Komponenten damals weniger als 0,1" voneinander entfernt. 1975 betrug ihr Winkelabstand 0,375" und 2014 nur noch 0,21". Sie umrunden einander mit einer Periode von 118 Jahren auf einer stark elliptischen Bahn (Exzentrizität 0,34). Die große Halbachse beträgt 0,304" und die Inklination 107,4°. Der Begleiter B ist um 2,3m lichtschwächer als die Hauptkomponente A.
1975 entdeckte A. Blazit mittels Speckle-Interferometrie mit dem 4-m-Teleskop des Kitt-Peak-Nationalobservatoriums einen dritten Begleiter, der damals nur 0,05" von der Komponente A entfernt war. Diese beiden als Aa und Ab bezeichneten Komponenten umlaufen einander alle 5,6 Jahre auf einem elliptischen Orbit (Exzentrizität 0,22). Allerdings wird mittlerweile die Existenz dieses Begleiters Ab bezweifelt. Dafür bestätigte sich 1988 die Existenz einer vierten Komponente definitiv mit Hilfe eines 0,42-m-Teleskops im Rahmen einer von der University of British Columbia unternommenen Suche nach spektroskopischen Doppelsternen. Das Forscherteam um G. M. Hill stellte hierbei eine Umlaufperiode dieses vierten Begleiters von 33,01 Tagen fest, und seine Vermutung, dass die Komponente B der enge spektroskopische Doppelstern ist, wurde später sicher bewiesen.

## Variabilität

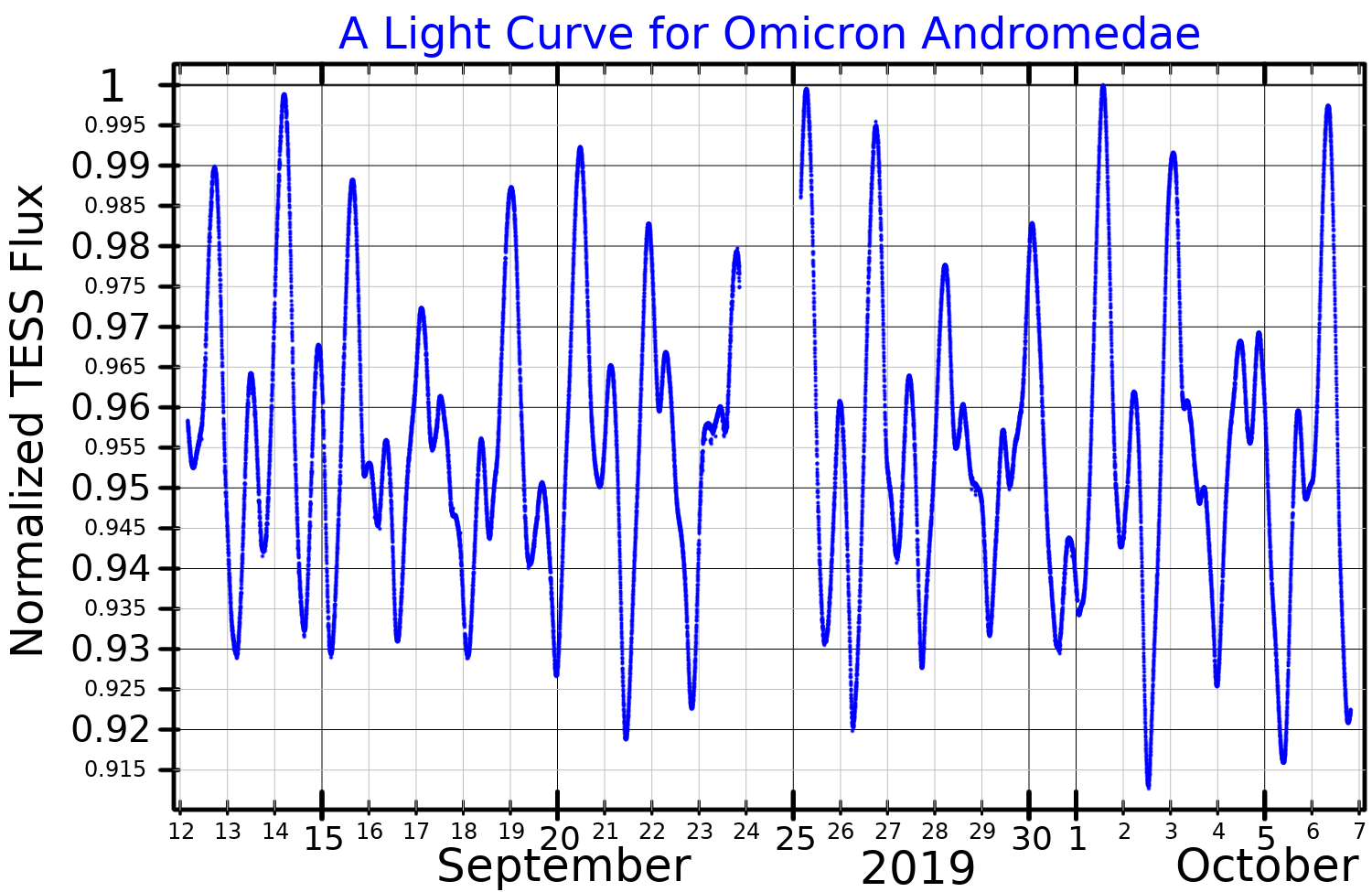
Eine Lichtkurve von Omikron Andromedae, nach den Daten von TESS dargestellt

Bezüglich seiner Eigenschaft als Veränderlicher Stern gehört ο And zur Klasse der Gamma-Cassiopeiae-Sterne. Seine Helligkeit schwankt irregulär zwischen 3,55.m und 3,78m Die Variabilität geht dabei von der hellsten und massereichsten Komponente Aa des Mehrfachstern-Systems aus. Diese ist ein Riesenstern der Spektralklasse B6 mit einer  effektiven Temperatur der äußeren Atmosphäre von etwa 13800 Kelvin. Es handelt sich um einen schnell rotierenden Be-Stern, dessen Spektrum Emissionslinien mit ausgeprägt veränderlicher Stärke zeigt. Außerdem finden sich Spektrallinien, die von einem A2p-Stern stammen, der wohl mit der Komponente B des -Systems identisch ist. Ferner zeigt ο And noch eine weitere Form von Helligkeitsschwankungen mit einer Periode von ungefähr einem Tag, die der Variabilität von Beta-Lyrae-Sternen ähneln. Diese Veränderlichkeit dürfte aber nicht durch die Bedeckung eines Sterns des Systems durch einen der anderen herbeigeführt werden, sondern von einer einzelnen Komponente stammen.